# Slag bij Wimpfen
De Slag bij Wimpfen was een belangrijke veldslag in de Paltsische fase van de Dertigjarige Oorlog die plaatsvond op 6 mei 1622. Het slagveld lag tussen de plaatsen Wimpfen, Biberach, Obereisesheim en Untereisesheim in wat tegenwoordig de Duitse deelstaat Baden-Württemberg is. De slag eindigde in een overwinning voor de Katholieke Liga en het Spaanse Rijk onder leiding van de bevelhebbers Johan 't Serclaes van Tilly en Gonzalo Fernández de Córdoba, ten koste van de lutherse markgraaf George Frederik van Baden-Durlach.

## Voorgeschiedenis
Tilly had op 27 april de Slag bij Mingolsheim verloren en had zich met zijn leger van 15.000 man al plunderend teruggetrokken tot de bocht van de rivier de Neckar, waar de Rijksstad Wimpfen lag. Een protestants leger van 70.000 man achtervolgde het leger van Tilly, maar werd opgesplitst bij Schwaigern. De bevelhebber Ernst van Mansfeld trok met het grootste deel van het leger naar het noorden; Frederik van Baden-Durlach bleef met ongeveer 13.000 manschappen in de buurt van het leger van Tilly. Op 5 mei naderde Frederik van Baden-Durlach het leger van Tilly via de dorpen Kirchhausen en Biberach. Het idee was om slag te leveren bij Wimpfen.
Op de avond van 5 mei stak het protestantse leger vanuit het zuidwesten de een van de zijrivieren van de Neckar over. Het leger werd vervolgens opgesteld in een linie van twee kilometer: de infanterie in het rivierdal, de cavalerie op de zogenaamde Rosenberg en de artillerie op een steile bergflank, tussen de wijnranken. Aangezien het protestantse leger numeriek in de minderheid was, werd er voor een defensieve positie gekozen. Het katholieke leger bevond zich noordelijk van deze positie. De westelijke flank van het leger, bestaande uit Spaanse troepen, stond onder bevel van Fernández de Córdoba. Deze had zich dicht bij Wimpfen bevonden en was in allerijl door Tilly om hulp gevraagd. Het hoofdkwartier van Tilly bevond zich in de Cornelienkirche te Wimpfen. Op een schilderij in de Dominicanenkerk te Wimpfen is Tilly te zien, biddend voor het Maria-beeld in de Cornelienkirche, terwijl op de achtergrond de strijd reeds woedt.

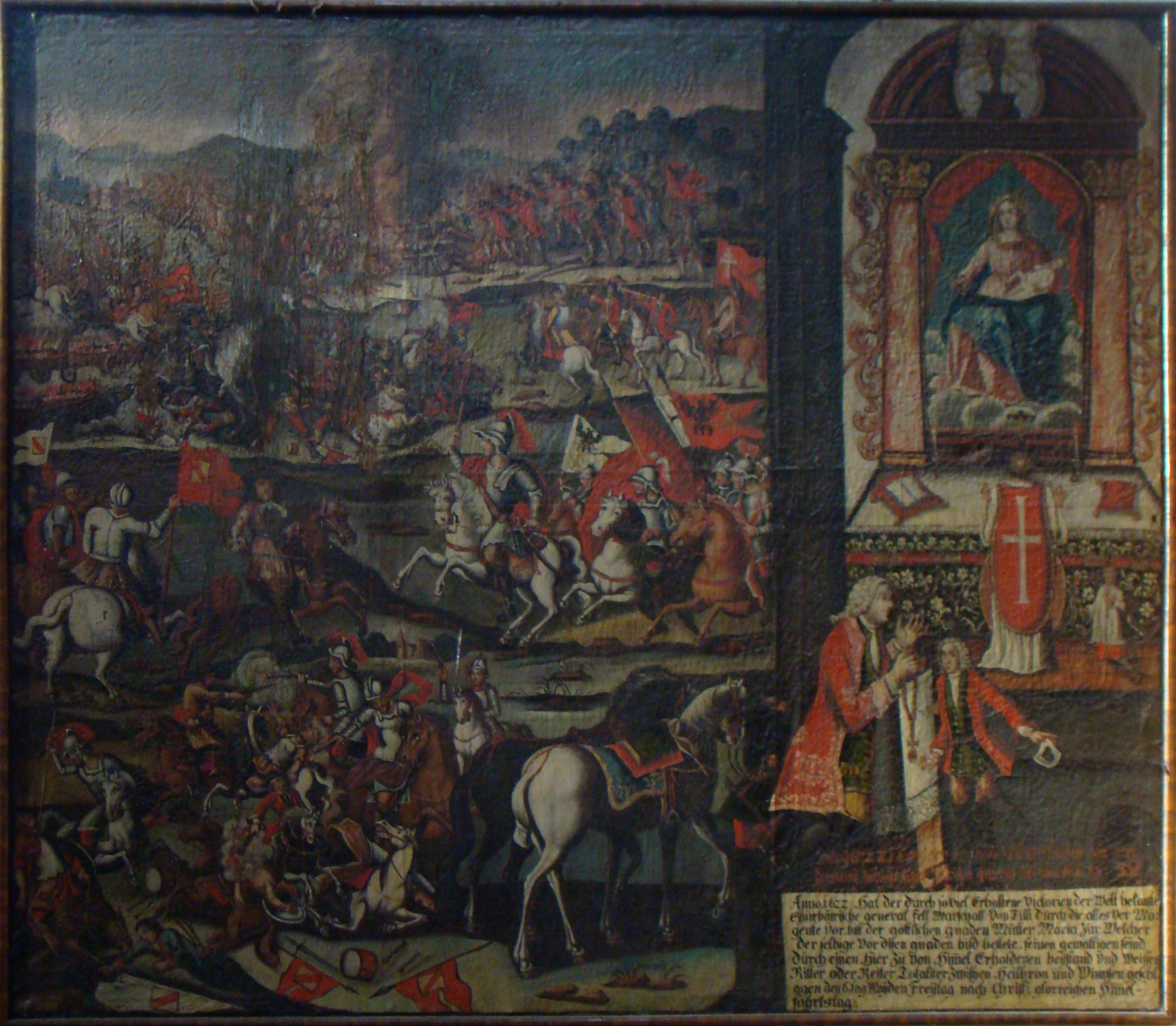
Tilly biddend in de Cornelienkirche, op een schilderij in de Dominicanenkerk te Wimpfen

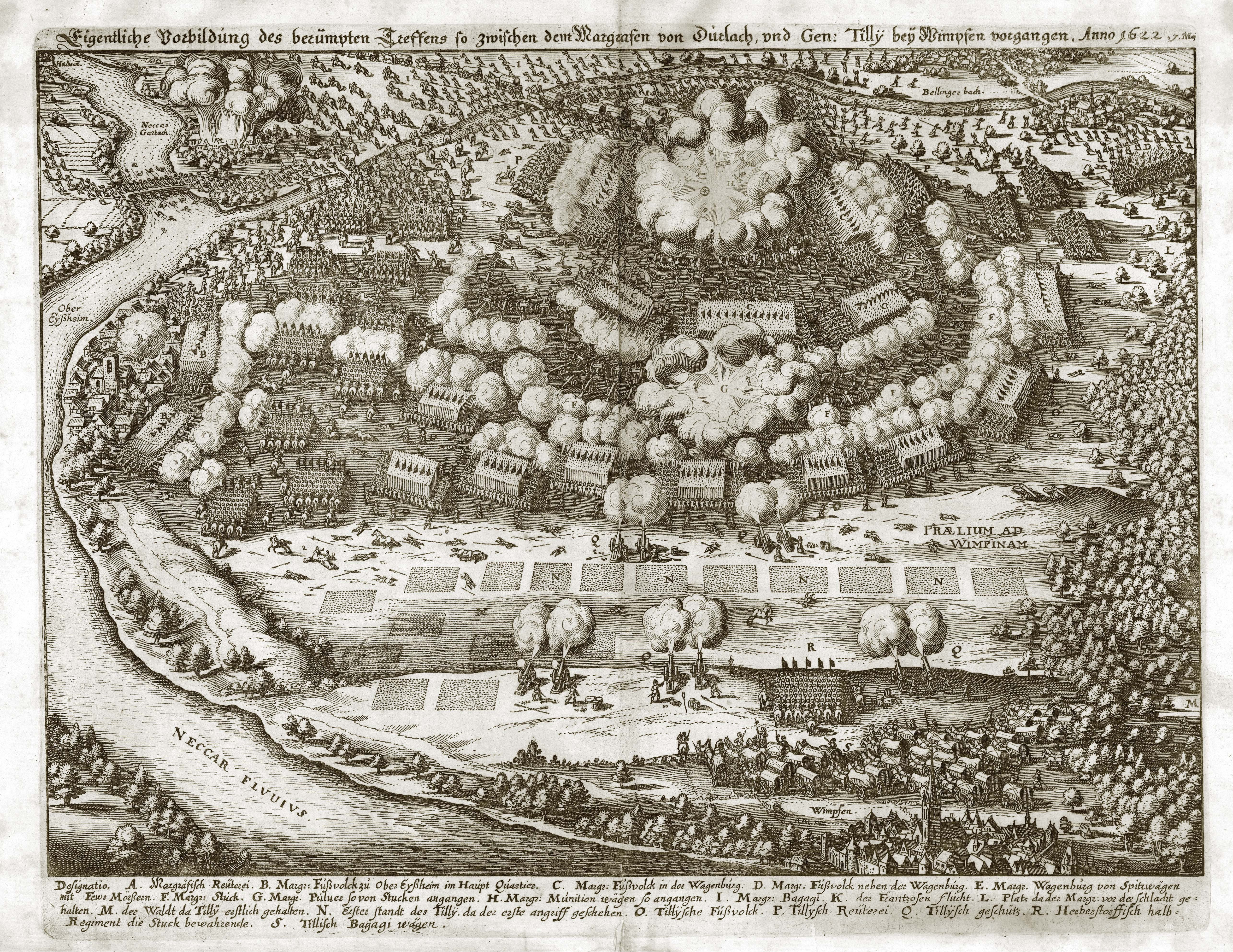
Illustratie van de veldslag in het Theatrum Europaeum van Matthäus Merian de Oude

's Avonds vonden de eerste schermutselingen plaats, tot de zonsondergang de gevechtshandelingen onmogelijk maakte.

## De veldslag
Op de morgen van 6 mei 1622 begonnen de kanonnen van de protestanten vanaf vijf uur 's ochtends te bulderen. Het katholieke leger trok zich daarop terug in de beboste heuvels in de buurt. Wegens de hitte van die dag werd besloten tot een wapenstilstand tussen elf en twee uur. Tijdens de wapenstilstand werden de protestantse troepen gehergroepeerd. Rond twee uur werd het vechten hervat; er volgde een verrassingsaanval door het leger van Tilly op de rechterflank van de troepen van Frederik van Baden-Durlach. Diens Lotharingse ruiters verlieten hun positie en vluchtten richting het dal van de Neckar.
Rond half zes 's middags explodeerde het munitiedepot van het protestantse leger als gevolg van een voltreffer door de artillerie van het katholieke leger. Het leger van de markgraaf verviel gedeeltelijk in wanorde. Dit gaf Tilly de gelegenheid om steeds verder in zuidelijke en oostelijke richting door te stoten. Rond zes uur sneuvelde de protestantse hertog Magnus van Württemberg, die de leiding had over een regiment kurassiers. Dit was een klap voor het moreel van de protestantse troepen. Niet lang daarna konden de troepen van Tilly de wagenburcht en de geschutsstukken van de protestanten veroveren. Rond acht uur gaf het leger van de markgraaf de verdediging van het dorp Obereisesheim op. De bevolking van het dorp was reeds de Neckar overgestoken en gevlucht.
De overgebleven troepen van Frederik van Baden-Durlach, vanuit het noorden en het westen door het katholieke leger bedreigd, werden door de Neckar en zijn zijrivieren ingesloten. Dit was het gevolg van een strategische fout van de markgraaf: hij had, overtuigd van de overwinning, geen vluchtroute bedacht. Slechts één brug over het dunne riviertje de Böllinger gaf gelegenheid tot vluchten. Het gevolg was dat alle soldaten van het protestantse leger zich daar samenpakten. Zo viel het vluchtende leger ten prooi aan de cavalerie van Tilly. Volgens sommige bronnen vielen er tot aan het invallen van de duisternis zo'n vijfduizend doden, van wie vierduizend op het slagveld en het restant in de nabije omgeving.
Na hun overwinning verwoestten de katholieke troepen onder bevel van Tilly het dorp Obereisesheim. De inwoners die niet hadden kunnen vluchten, werden om het leven gebracht. De Spanjaarden onder Fernández de Córdoba verwoestten het dorp Neckargartach en maakten kwartier in de buurt. Aangezien de inwoners van Obereisesheim gevlucht of gedood waren, duurde het een week voordat de gesneuvelde soldaten van het slagveld konden worden gehaald. Dit werk werd door de inwoners van de stad Heilbronn gedaan tussen 12 en 17 mei.
De slag betekende het einde voor de zelfstandige militaire carrière van Frederik van Baden-Durlach. Tilly en Fernández de Córdoba probeerden na hun overwinning om de vereniging van de overgebleven protestantse legers onder Ernst van Mansfeld en Christiaan van Brunswijk-Wolfenbüttel tegen te gaan. Deze laatste werd in de Slag bij Höchst op 20 juni 1622 vernietigend verslagen.

## Het leger van de Palts
Slechts een klein gedeelte van het leger van paltsgraaf Frederik V nam deel aan de slag: de overige regimenten onder Mansfeld en Brunswijk-Wolfenbüttel konden niet meer te hulp schieten.
Frederik van Baden-Durlach had aangeboden om met twee regimenten landweertroepen het protestantse leger te versterken. Vanuit de stad Pforzheim kwam een soortgelijk aanbod. Over deze zogenaamde 'vierhonderd van Pforzheim' ontstond later de mythe dat ze zichzelf hadden opgeofferd om hun vorst te redden. Hertog Willem van Saksen-Weimar had het bevel over twee regimenten; datzelfde gold voor Bernard van Saksen-Weimar. De rekrutering voor het protestantse leger vond plaats in Thüringen, Westfalen, de Elzas, Lotharingen en Zwitserland.
Het protestantse leger bezat een zeer sterke artillerie. Ook had men de beschikking over een groot aantal grote wagens die ter verdediging konden dienen. Deze waren in verschillende Turkenoorlogen al door westerse legers buitgemaakt en bleken bijzonder effectief. De markgraaf had tijdens de slag zo'n zeventig wagens tot zijn beschikking. Hij geldt zelfs als de uitvinder van de zogenaamde spitsverdedigingswagen.
Het gaat om zware wagens met twee of drie wielassen. De wagen is zodanig gemaakt dat hij zeer wendbaar is. Op twee dwarsbalken kunnen kleine Houwitsers gemonteerd worden en de buitenkant van de wagens is bekleed met ijzeren punten (vandaar de naam van de wagen), om de vijandelijke cavalerie op afstand te houden.
De artillerie bestond uit zo'n veertig stuk geschut van verschillende grootte.

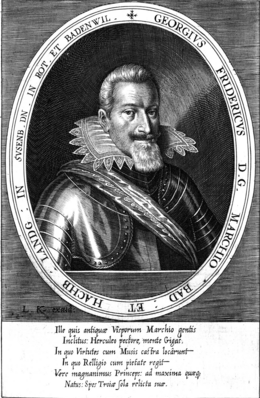
Georg Friedrich von Baden-Durlach, ca. 1620
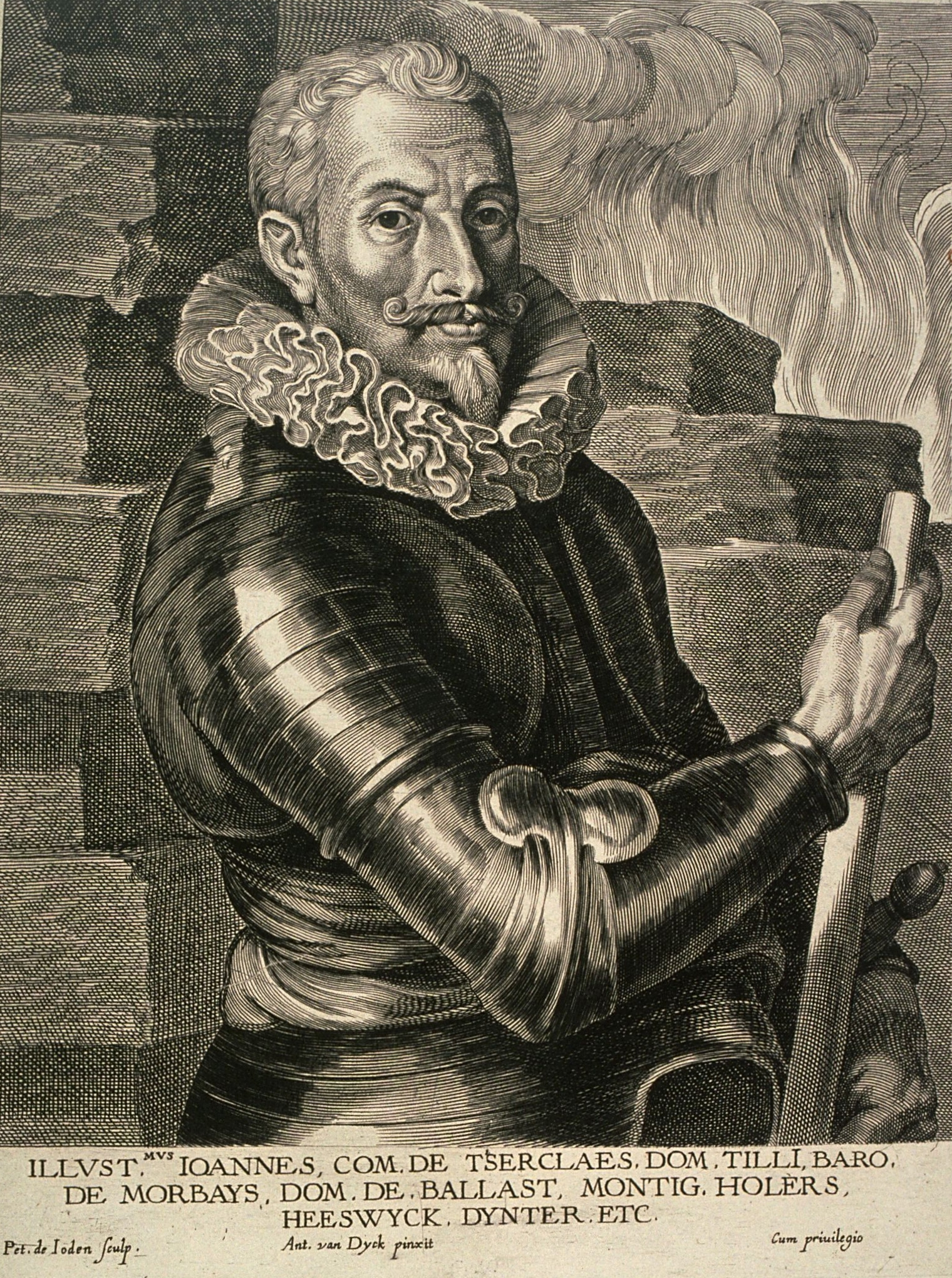
Johan 't Serclaes van Tilly, door Pieter de Jode II en Antoon van Dyck
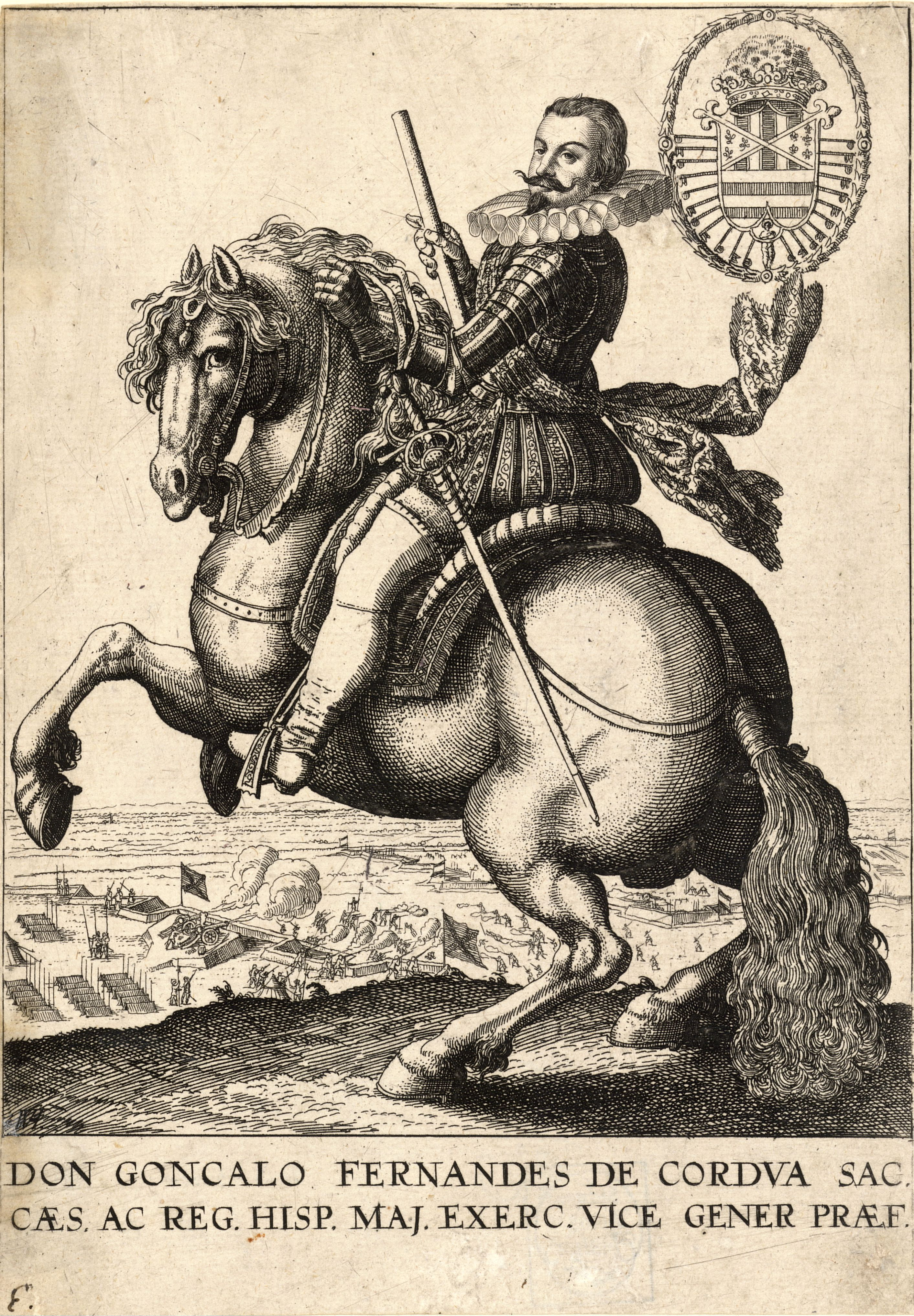
Gonzalo Fernández de Córdoba, door Wenceslas Hollar
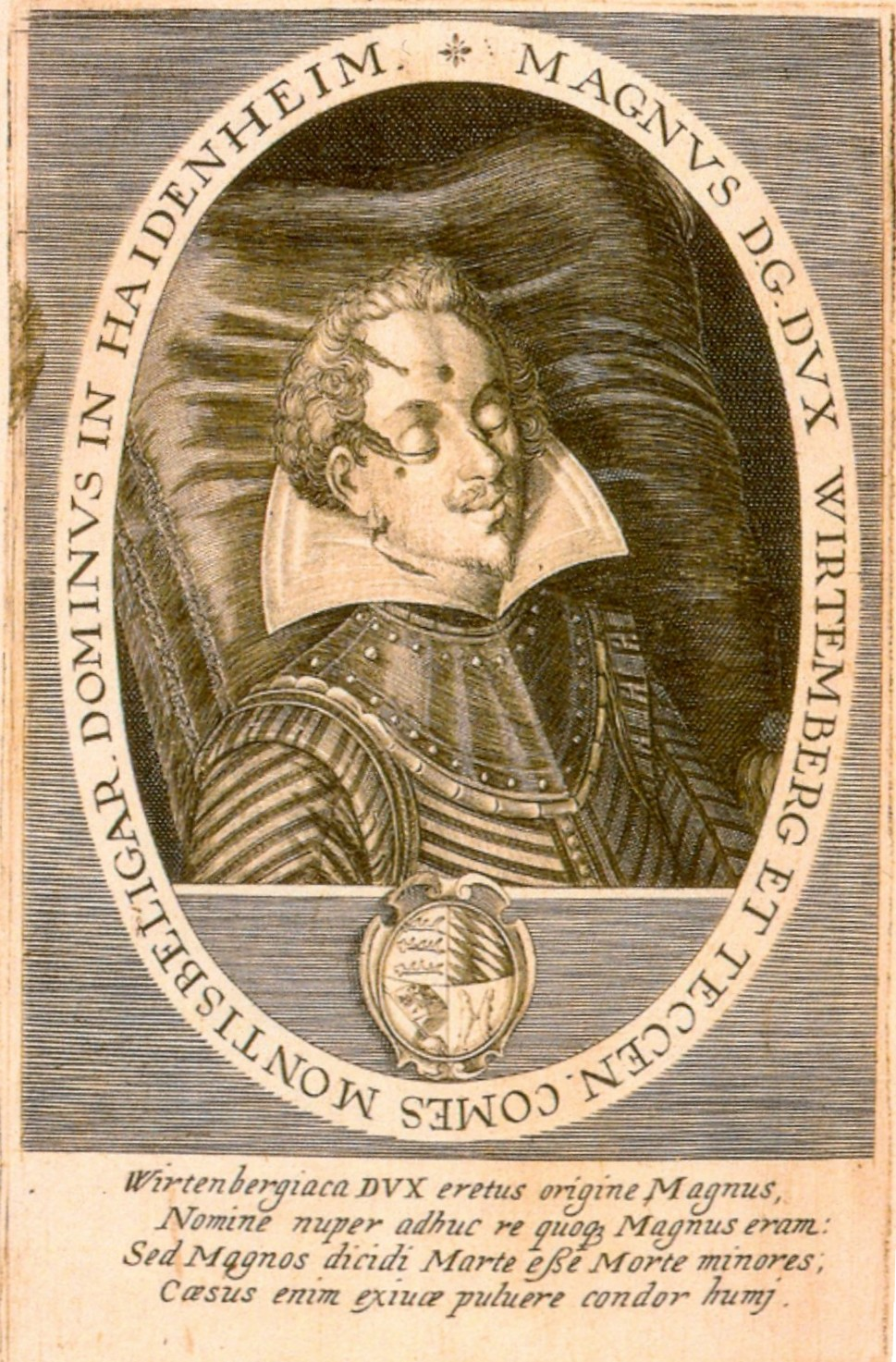
Hertog Magnus van Württemberg op zijn sterfbed